# Baldo Glavić
Baldo Melkov Glavić (Šipanska Luka, 30. studenoga 1841. – Šipanska Luka, 8. srpnja 1910.), hrvatski svećenik i sakupljač narodnih pjesama. Skupio je 709 epskih i lirskih pjesama te ih popratio podatcima o kazivačima. Dio je objavio u zbirkama Narodne pjesme (I–II, 1889–97), a osamdesetak pjesama uvršteno je u antologije Hrvatske narodne pjesme (I–X, 1896–1942) Matice hrvatske, kojoj je poklonio građu. Spjevao je veliku pjesmu Remeta koju je tiskao Antun Scholz u svesku "Tri pjesme" u Zagrebu 1904. godine. Zbornik Balda Glavića sadrži više od 100 000 stihova, a pjesme su skupljane u razdoblju od 1865. do 1885. godine. Zapisao je po kazivanju pučanke Anice Begin rođene Kalafato 1885. dugačak nerimovani ep o majkovskom hajduku Mići Papi koji je ubio i opljačkao bogatog Konavljanina Vida smještenog u Slanome, te izbjegao pravdi.
Završio je teologiju u Zadru te bio župnik na Mljetu i Korčuli, profesor sjemeništa u Dubrovniku. Zapisivao je pjesme na Šipanu, Mljetu, Korčuli i u Dubrovniku. 